# Le Haut-Saint-François
A Regionalidade Municipal do Condado de Le Haut-Saint-François está situada na região de Estrie na província canadense de Quebec. Com uma área de mais de dois mil quilómetros quadrados, tem, segundo o censo de 2006, uma população de cerca de vinte e uma mil pessoas sendo comandada pela cidade de Cookshire-Eaton. Ela é composta por 14 municipalidades: 3 cidade, 8 municípios, e 3 cantões.

## Municipalidades

### Cidades
- Cookshire-Eaton
- East Angus
- Weedon

### Municípios
- Ascot Corner
- Bury
- Chartierville
- Dudswell
- La Patrie
- Newport
- Saint-Isidore-de-Clifton
- Scotstown

### Cantões
- Hampden
- Lingwick
- Westbury